# Robert Major
Pour les articles homonymes, voir Major (homonymie).
Robert Major est un professeur, critique littéraire, essayiste et administrateur universitaire canadien. 

## Biographie
Fils de Louis-David Major et de Noëlla Larocque, Robert Major est né le 22 mars 1946 à Haileybury, Ontario. Après ses études collégiales au Petit Séminaire d’Ottawa (B.A. de l’Université d’Ottawa en 1966), il a entrepris des études en littératures française, québécoise, anglaise et en philologie à l’Université d’Ottawa (Licence ès lettres, 1969; Ph.D. en 1979). 
Il a été professeur de langue et de littérature françaises, d’abord au département de Linguistique et Langues modernes, puis au département de Lettres françaises de l'Université d'Ottawa. De 2001 à 2009, il est vice-recteur aux études et provost dans la même université. De 2010 à 2020, il est président du comité de direction et du comité éditorial des Presses de l’Université d'Ottawa (P.U.O.).
Outre ses livres, il a publié beaucoup d'articles spécialisés en littérature et ses ouvrages lui ont mérité de nombreux prix.

## Domaine de recherche
Son domaine de recherche est la sociocritique, en particulier les rapports entre idéologies et littérature, principalement dans la littérature québécoise des XIXe et XXe siècles. Son doctorat porte sur le mouvement littéraire Parti pris, objet de son livre Parti pris : idéologies et littérature. Il y développe la thèse selon laquelle « Parti pris est non seulement l'entreprise de dévoilement de l'aliénation québécoise, mais aussi l'immense aventure de la construction d'un homme nouveau. » Pour ce faire, l'auteur s'attache à « vérifier l’impact du fief idéologique assumé par Parti pris— décolonisation, existentialisme sartrien, marxisme-léninisme — sur la production littéraire elle-même, soit les textes de critique ou de création parus dans la revue (octobre 1963 à été 1968). »
En 1991, son livre Jean Rivard ou l'art de réussir jette un éclairage neuf sur les deux romans d'Antoine Gérin-Lajoie centrés sur ce personnage éponyme. Comme le souligne un  critique, Major, « par une argumentation, on ne peut plus rigoureuse, tend précisément à démontrer la polysémie profonde et l'étonnante modernité et américanité de ce roman que la tradition critique a pourtant prétendu univoque et viscéralement conservateur. » Cet ouvrage sera remanié et traduit en anglais sous le titre The American Dream in Nineteenth Century Quebec (1996).
De 1985 à 1999, Robert Major est chargé de la rubrique « Essais » dans Voix et images, où il signe une quarantaine de chroniques. En 2000, il regroupe une dizaine de ses essais critiques dans Convoyages, dont le critique du Devoir estime qu'il renouvelle la lecture de François Hertel, Germaine Guèvremont, André Major et Hubert Aquin, parmi plusieurs autres.

## Essais littéraires
Dans ses essais littéraires, tout en puisant dans sa connaissance des textes historiques (Thoreau, Tocqueville, Chateaubriand, Lalemant...), Major explore la problématique de la réalité franco-ontarienne et québécoise et les défis à surmonter pour l'épanouissement d'une identité francophone, notamment dans Carnets du rang 5. Fragments d'un enracinement (2021). Dans Identité, appartenances : parcours franco-ontarien (2023), il se questionne sur le rôle que doivent jouer à cet égard les institutions universitaires . Dans cette écriture de fragments, il se place volontiers sous le patronage de Montaigne et de La Bruyère. Son livre Conversations avec Claude (2019) évoque en une vingtaine de tableaux la profonde sagesse de Claude, un voisin quelque peu mythique et d'une rare capacité d'écoute en dépit de son faible niveau d'études et d'une vie passée dans la forêt. 
Dans Témiscamingue (2021), Major reproduit avec fidélité et vraisemblance les souvenirs du concierge de l'évêché qui aimait conter à l'adolescent qu'il était alors des histoires du passé, portant témoignage sur la vie dans cette région limitrophe du Québec et de l'Ontario  : incendie à Haileybury en 1922, infestation de chenilles, parties de pêche... Il explore la même veine dans Éloge de la procrastination et autres facéties (2022).

## Livres
- Parti pris: idéologies et littérature, Montréal, Hurtubise/HMH, 1979, 341 p. Réédition, Nota Bene, 2013, 489 p.
- Jean Rivard ou l'art de réussir.  Idéologies et utopie dans l'œuvre d'Antoine Gérin-Lajoie, Québec, Presses de l'Université Laval, Collection Vie des lettres québécoises, 1991, 338 pages.
- Mélanges de littérature canadienne-française et québécoise offerts à Réjean Robidoux, collectif en collaboration avec Yolande Grisé, Ottawa, P.U.O., 1992, 430 p.
- The American Dream in Nineteenth Century Quebec, Ideologies and Utopia in Gerin-Lajoie's «Jean Rivard», Toronto, University of Toronto Press (Theory/Culture), 1996, 253 p.
- Convoyages. Essais critiques, Orléans, Éditions David, 1999, 336 p.
- Croire à l’écriture. Études de littérature québécoise en hommage à Jean-Louis Major, collectif en collaboration avec Yvan G. Lepage, Orléans, Éditions David, 2000, 435 p.
- Mes conversations avec Claude, Presses de l'Université d'Ottawa, 2019, 106 p.
- Carnets du rang 5. Fragments d’un enracinement. Fragments d’un parcours, Ottawa, Presses de l’Université d’Ottawa, 2021, 110 p.[10].
- Témiscamingue. Châtiments, miracles, et autres propos du concierge de l’évêché, PUO, 2021, 121 p.
- Éloge de la procrastination et autres facéties, Ottawa, Presses de l’Université d’Ottawa, 2022, 103 p.
- Identité, appartenances. Un parcours franco-ontarien, Presses de l'Université d'Ottawa, 2023, 128 p.

## Textes radiophoniques
- Braises (pièce sous le pseudonyme de Louis-David Boutron), Série «La Feuillaison», Radio-Canada FM, le 3 janvier 1986.
- Une passion tranquille (pièce sous le pseudonyme de Louis-David Boutron), Série «Théâtre du monde», Radio-Canada FM, le 1er juin 1987[11].

## Honneurs
- 1979 - Prix littéraire France-Québec pour Parti pris : idéologies et littérature.
- 1980 - Finaliste au Grand Prix littéraire de la Ville de Montréal ainsi qu'au Prix du Gouverneur général pour Parti pris : idéologies et littérature.
- 1991 - Prix Gabrielle-Roy, Prix littéraire de l'Outaouais Henry-Desjardins et finaliste au Prix du Gouverneur général ainsi qu'au Prix littéraire Klibanski pour Jean Rivard ou l'art de réussir : idéologies et utopie dans l'œuvre d'Antoine Gérin-Lajoie.
- 1994 - Prix Champlain pour Jean Rivard ou l'art de réussir.
- 1999 - Prix Gabrielle-Roy et finaliste au Prix du Gouverneur général pour Convoyages.
- 2000 - Membre de la Société royale du Canada.
- 2003 - Chevalier de l'Ordre des Palmes académiques.

## Sources
- Louis Bélanger, « Convoyages. Essais critiques de Robert Major », Francophonies d'Amérique, no 11,‎ 2001, p. 115-116 (lire en ligne).
- Louis Cornellier, « Robert Major, critique », Le Devoir,‎ 15 avril 2000, p. D 6 (lire en ligne).
- Gabriel Dussault, « Robert Major, Jean Rivard ou l'art de réussir », Recherches sociographiques, vol. 36, no 1,‎ 1995 (lire en ligne).
- Pierre Rajotte, « Jean Rivard ou l'art de réussir », Québec français, no 84,‎ hiver 1992, p. 3 (lire en ligne).
- Clément Trudel, « Robert Major, prix France-Québec. Parti pris, cette bombe intellectuelle », Le Devoir,‎ 21 juin 1980, p. 21 (lire en ligne).